# Список жанрів рок-музики
| - 2 Tone - Album-oriented rock - Alternative dance - Arena rock - Артпанк - Bisrock - Brazilia rock - C86 - Canterbury sound - Кельтік-панк - Celtic metal - Celtic rock - Chicano rock - Christcore - Християнський панк-рок - Християнський метал - Християнський ска - Comedy rock - Cowpunk - Crossover thrash - Дарк-кабаре - Death 'n' roll - Deathgrind - Death rock - Дрим-поп - Drone metal - Dunedin sound - Electric folk - Electro Punk - Electronic hardcore - Фольктроніка - Freakbeat - Funk rock - Гаражний панк - Глем-панк - Goregrind - Grebo - Group Sounds - Gypsy punk - Hatecore - Heartland rock - Горор-панк - Indorock - Industrial rock - J-ska - Jam rock - Jangle pop - Jersey Shore sound - Lo-fi - Lovers rock - Madchester - Manguebeat - Manila Sound - Маткор - Medieval folk rock - Medieval metal - Melodic black metal - Mod revival - Nardcore - Nazi punk - Neue Deutsche Härte - Neue Deutsche Welle - Neo-folk - Neo-prog - Neo-psychedelia - Нойзкор - Noise pop - No wave - Oi! | - Ostrock - Pagan rock - Paisley underground - Pinoy rock - Post-Britpop - Pornogrind - Post-punk revival - Павер-поп - Power violence - Progressive folk - Прото-панк - Power pop - Psych-Folk - Psychobilly - Punta rock - Queercore - RAC - Raga rock - Riot Grrrl - Rock noir - Rocksteady - Sadcore - Samba-rock - Shock rock - Skate rock - Southern rock - Stoner metal - Стріт-панк - Sunshine pop - Sufi rock - Surf rock - Swamp rock - Thrashcore - Trip rock - Unblack metal - Visual Kei - Wagnerian rock - Wizard Rock - Zeuhl - Авангардний метал - Альтернативний метал - Альтернативний рок - Анатолійський рок - Артрок - Баблгам-поп - Бароко-поп - Біг-біт - Блек-метал - Блюз-рок - Бритпоп - Вікінг-метал - Вікінг-рок - Віолончельний рок - Гаражний рок - Глем-метал - Глем-рок - Грандж - Готичний метал - Готичний рок - Ґрайндкор - Ґрув-метал - Дарквейв - Дез-метал - Дезкор - Денс-рок - Джаз-рок - Дум-метал - Експериментальний рок - Екстремальний метал | - Ейсид-рок - Електро-біг-біт - Електро-рок - Електроклеш - Емо - Індастріал-метал - Інді-поп - Інді-рок - Інструментальний рок - Кантрі-рок - Краст-панк - Краут-рок - Мат-рок - Мелодичний хардкор - Мелодійний дез-метал - Металкор - Неокласичний метал - Неопрогресивний рок - Нінтендокор - Нова хвиля - Нова хвиля британського важкого металу - Нойз-рок - Нью-рейв - Ню-метал - Паган-метал - Павер-метал - Панк-рок - Панк-фанк - Поп-панк - Поп-рок - Пост-грандж - Пост-метал - Пост-панк - Пост-рок - Пост-хардкор - Прогресивний метал - Прогресивний рок - Психоделічний рок - Рейв-метал - Реп-метал - Реп-рок - Репкор - Рок-н-рол - Рок проти комунізму - Рокабілі - Серф - Симфо-метал - Симфонічний рок - Синті-поп - Ска-панк - Скейт-панк - Скримо - Сладж-метал - Софт-рок - Спейс-рок - Спід-метал - Стоунер-рок - Треш-метал - Фанк-метал - Фолк-метал - Фолк-панк - Фольк-рок - Хард-рок - Хардкор-панк - Хеві-метал - Холодна хвиля - Християнський рок - Шугейзинг |